# Бакинская мусульманская женская школа
Бакинская мусульманская женская школа (азерб. Bakı qızlar məktəbi), официально — Александринское женское русско-мусульманское училище — первое женское мусульманское училище на Кавказе.
Здание училища построено польским архитектором Йозефом Гославским в 1901 году в Баку на средства нефтепромышленника и миллионера Гаджи Зейналабдина Тагиева. Училище являлось школой нового типа, с пансионом закрытого типа, в корне отличавшимся от старых моллахана (школ при мечети).
В 1915 году при училище были открыты педагогические двухгодичные курсы для девушек-мусульманок.
В 1918—20 годы в здании размещался парламент Азербайджанской Республики, в период СССР — Президиум Верховного Совета Азербайджанской ССР. В настоящее время в здании размещается Институт рукописей Академии наук Азербайджана.

## История создания

### Строительство здания школы

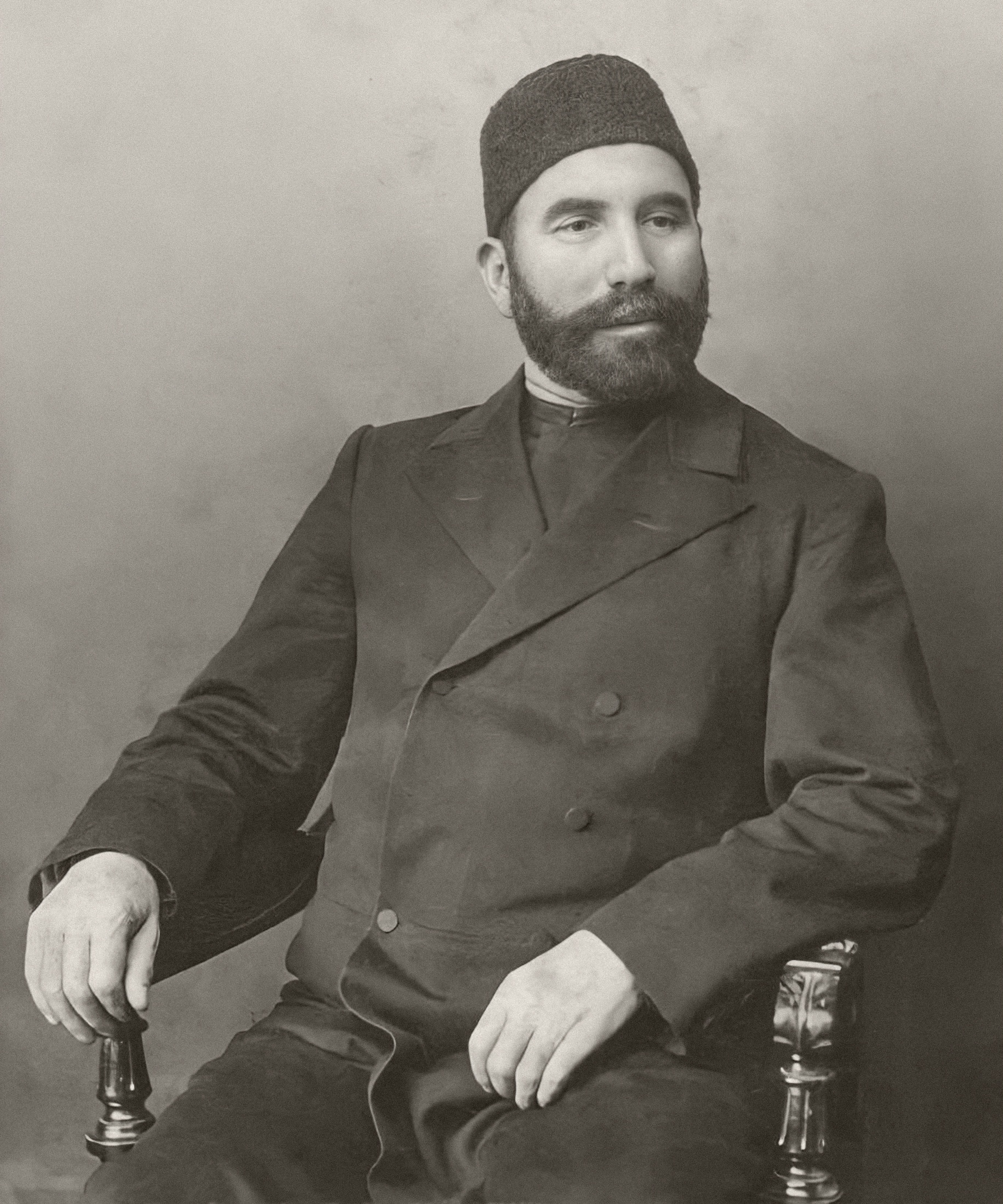
Основатель школы — Гаджи Зейналабдин Тагиев

В связи с предстоящей коронацией Николая II и Александры Фёдоровны, которая должна была состояться 14 (26) мая 1896 года в Москве, Тагиев, с готовностью откликнувшись на предложение попечителя Кавказского учебного округа тайного советника К. П. Яновского ознаменовать это событие учреждением в Баку женского мусульманского училища, направил ему письмо: «…Я жертвую на постройку здания школы с необходимыми при ней службами и обстановкой 25 000 руб. и особо 125 000 рублей в капитал, проценты с которого до 5 000 руб. должны обеспечить существование школы, причем льщу себя надеждой, что подлежащее начальство не оставит испросить в должном порядке Всемилостивейшего Высочайшего соизволения на присвоение этой школе имени Государыни Императрицы Александры Фёдоровны…»

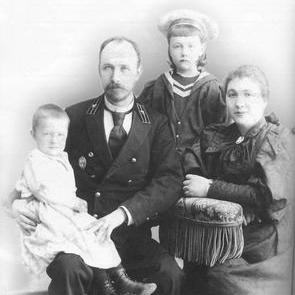
Архитектор Йозеф Гославский с семьёй в Баку

В январе 1897 года было получено разрешение на строительство школы. Тагиев поручил проект школьного здания польскому архитектору Йозефу Гославскому. Строительство здания началось в 1898 году и завершилось в 1901 году. Оно обошлось, по словам Тагиева, в сумму около 150 000 рублей. Площадь земельного участка, отведенного городской думой для школы, составляла 864 квадратных сажени. Как отмечает азербайджанский писатель и историк Манаф Сулейманов, «своей красотой, лаконичностью и строгим изяществом оно вписало новую блестящую страницу в архитектуру Николаевской улицы».

### Благословение духовенства
| «Есть один путь для того, чтобы вытащить мусульманскую женщину из закрытой жизни: Школа. Эту школу нужно создать и настроить так, чтобы мусульмане относились к ней с симпатией и с полным доверием отправляли своих дочерей учиться». |

Для получения разрешения и благословения на открытие школы Гаджи Зейналабдин Тагиев пригласил к себе в дом виднейших представителей бакинского духовенства того времени. Однако, многие представители духовенства были разгневаны затеей мецената. В отношении двух религиозных деятелей, которые одобрили идею открытия женской школы, на следующий же день были совершены оскорбительные акции: дом кази Мир Магомета Керима был облит керосином и едва не подожжён, ворота ахунда Мирзы Абутураба были измазаны нечистотами.
Для того, чтобы умилостивить мусульманских реакционеров, Тагиев послал муллу Мирза Магомед-оглы в паломничество по святым местам: в Мекку, Медину, Кербелу, Хорасан, Каир, Стамбул, Тегеран, снабдив его деньгами и богатыми подарками. Посланец Гаджи должен был встретиться с самыми уважаемыми в исламском мире религиозными деятелями, муджтахидами, и получить от них официальные документы (с подписями и печатями) о том, что девушки-мусульманки, как и юноши, могут обучаться в современных школах, и что ничего противоречащего адату в этом нет.
Тем временем, весть об открытии в Баку современной, или как её тогда называли «урусской» школы для мусульманских девушек разнеслась по городу. Её обсуждали на свадьбах и меджлисах, базарах и в магазинах. Реакционно настроенные ахунды и муллы склоняли толпу против идеи Тагиева.
Однако, Молла Мирза выполнив поручение Тагиева, привёз письменные разрешения от восьми самых известных в то время муджтахидов. Тагиев собрал вновь в своем дворце представителей духовенства и спросил их по одному, какому муджтахиду он верит (тогда у каждого был наиболее почитаемый муджтахид, чьё слово считалось непреложным законом). Те перечисляли своих кумиров, а Гаджи показывал подписанные ими бумаги, где они разрешают обучение девушек современным наукам.
Для поиска преподавателей Тагиев послал в Казань гонцов, чтобы те отыскали мусульманок-татарок, которые смогут преподавать девочкам. Была найдена педагог по имени Хадиджа-ханум, а также были даны объявления во все русские газеты о том, что ищут женщин-учительниц, знающих тюркский язык. Вскоре объявились ещё две женщины для преподавания в школе — Марьям-ханум Сулькевич, из литовских татар и Ганифа-ханум из Ахалциха.
Собрав влиятельных лиц духовенства в Старой Тазапирской мечети, Тагиев вновь приступил к обсуждению вопроса о важности мусульманской женской школы. Но многие представители духовенства пространно разглагольствовали о целомудрии, приводили примеры и доказательства из Корана, житий пророков, халифов, имамов, называя затею Тагиева «бесовской» и «богохульной». Гочу, увешанные саблями и револьверами, открыто угрожали Гаджи и его сторонникам. Тагиев, в свою очередь, показывал документы и свидетельства, привезённые из мест поклонения, неоднократно перечитывал их, убеждая соотечественников, что обучение девушек современным наукам — дело полезное и нужное. Кази Бакинской губернии Мир Магомет Керим и Мирза Абутураб Ахунд приводили цитаты из Корана, где говорилось о том, что мусульманки, как и мужчины-мусульмане, должны овладеть знаниями и что в изучении современных наук нет ничего богопротивного.
Однако, вновь возвышались голоса протеста. Тагиев говорил, что девушкам-мусульманкам необходимо учиться, что у них раскроются глаза, они будут достойно вести себя в семье. Он говорил, что молодежь, которая уезжает учиться в Англию, Германию, Францию, привозит оттуда жену, потому что местные девушки им не подходят, а дети, рождённые в этом браке, невольно становятся вероотступниками. В новой школе, говорил Тагиев, девочек будут обучать основам религиозного права, домоводству, умению вести хозяйство, готовить, шить, ткать, читать, писать и разговаривать по-русски и по-азербайджански, учить арифметике, географии, воспитывать детей, быть образцовой матерью и женой, а учителями будут лица женского пола.
Судьбу женской школы решило письмо императрицы Александры Федоровны, в которой та желала девушкам учиться на «отлично», стать полезными Родине и обществу гражданками, прожить жизнь в здравии и счастье. Письмо было ответом на телеграмму девочек, в которой они благодарили императрицу за живое участие в деле создания школы и за то, что согласилась дать школе своё имя. Отправить телеграмму посоветовал девочкам сам Гаджи Зейналабдин Тагиев.

### Открытие школы
Праздничная церемония открытия состоялась 7 сентября 1901 года. По этому случаю пришло множество поздравительных телеграмм из Крыма, Узбекистана, Петербурга, Казани и других мест. Сенатор Янковский, к примеру, писал Тагиеву: «Желаю успехов Школе, для открытия которой вы приложили столько усилий…». Тагиев, выступая перед собравшимися, сказал: «Эту женскую школу мы должны в будущем превратить в гимназию. Сие моя заветная мечта».
На церемонии открытия выступили представители азербайджанской интеллигенции, среди которых был редактор первой азербайджанской газеты «Экинчи» («Пахарь») Гасан-бек Зардаби. Своё выступление он закончил следующими словами: «Долгие тебе лета, Гаджи!».
Французский археолог и путешественник Жозеф де Бай в своей книге, изданной в Париже, назвал первую мусульманскую женскую школу в Баку непостижимым чудом.
Директором школы являлась Ханифа ханым Меликова, супруга Гасан-бека Зардаби.
Срок обучения составлял 4 года. В первый год было принято 58 учениц.
Гаджи Зейналабдин Тагиев состоял председателем Попечительского Совета школы.
Через некоторое время и в других окраинах Российской империи стали открываться мусульманские женские школы — Тифлисе, Казани, Башкирии, Дагестане. В Баку к 1915 году насчитывалось уже 5 женских школ. Одна из них находилась в рабочем районе города — в Балаханах.
|                                     |                                                         |
| Здание школы в дореволюционном Баку | Здание Института рукописей НАН Азербайджана в 2010 году |

## Галерея

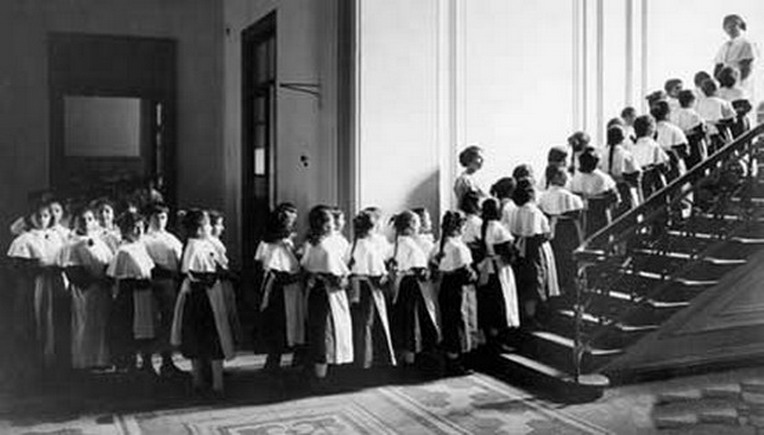
Ученицы и преподаватели. 1902 год
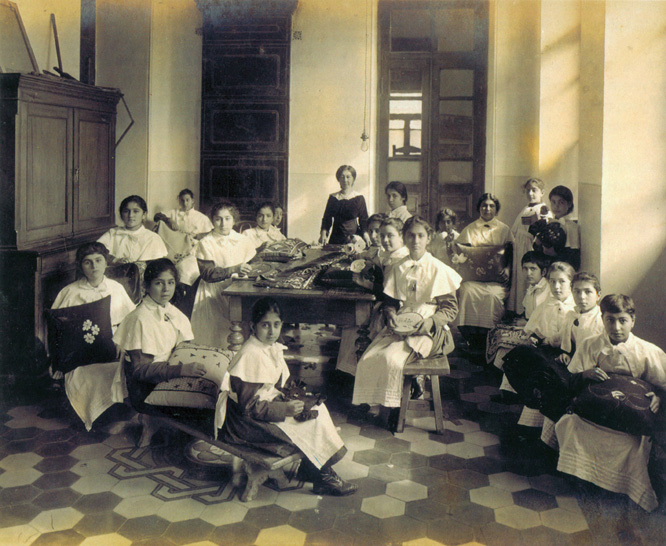
Уроки вышивания.
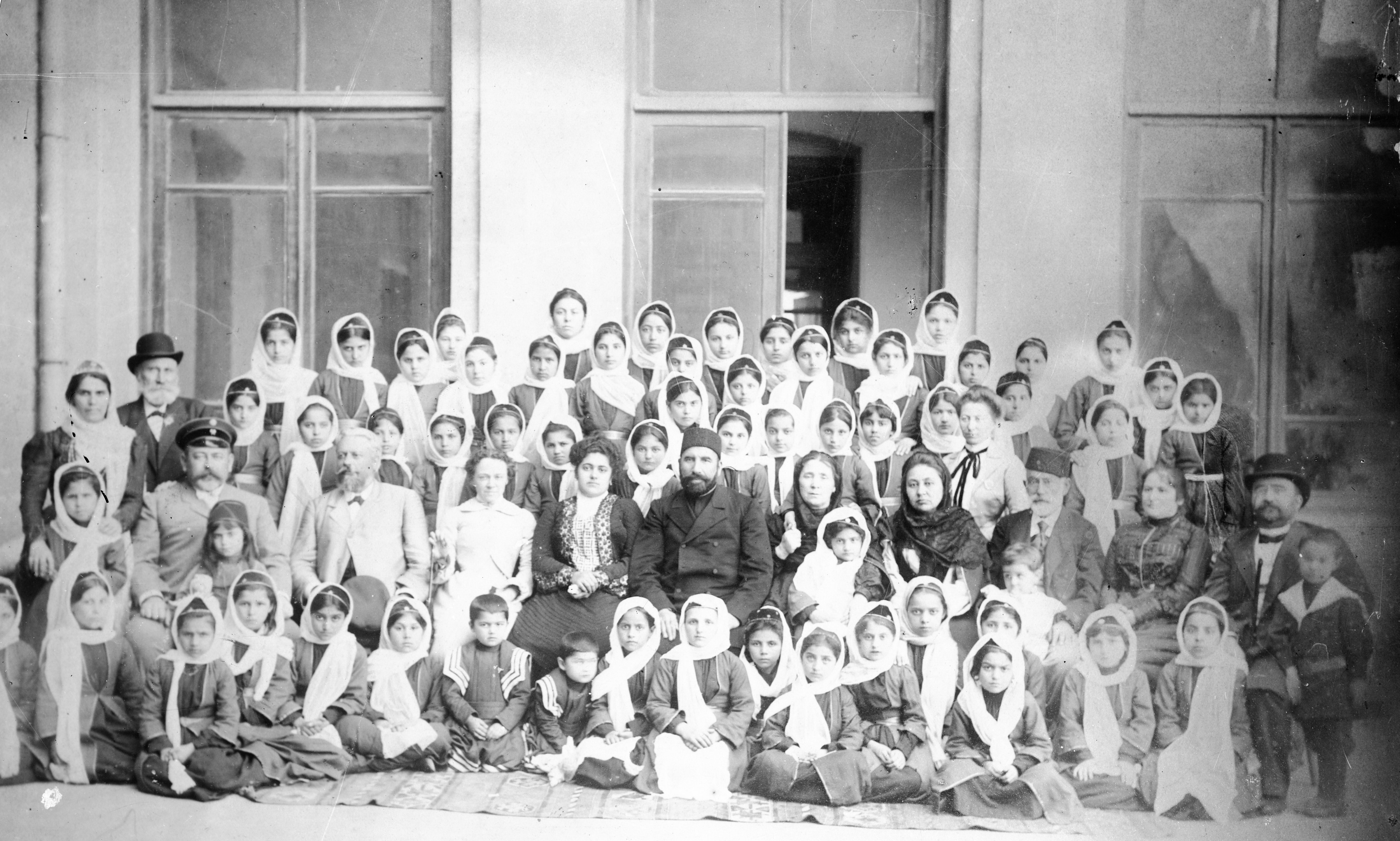
Оригинальный текст (рус.)Г. З. Тагиев, его супруга Сона ханум, Гасан бек Зардаби с супругой Ганифа ханум Меликовой, А. Топчибашов с ученицами школы

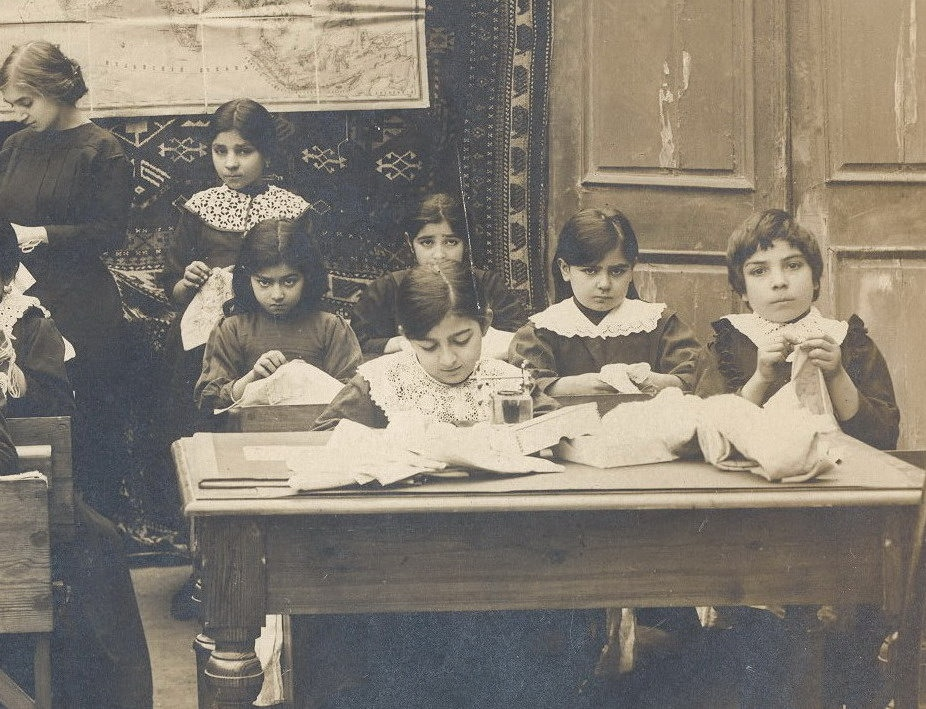
Уроки вышивания. 1911 год
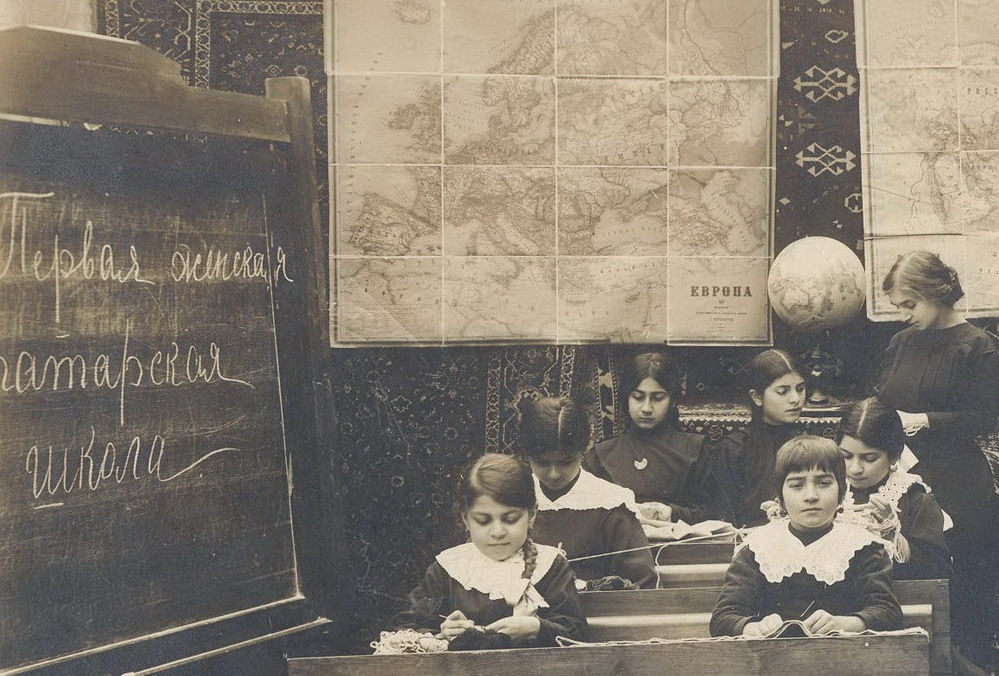
Оригинальный текст (рус.)Занятия в школе в 1911 году. На доске написано «Первая женская татарская школа» (азербайджанцев в начале XX века называли татарами)
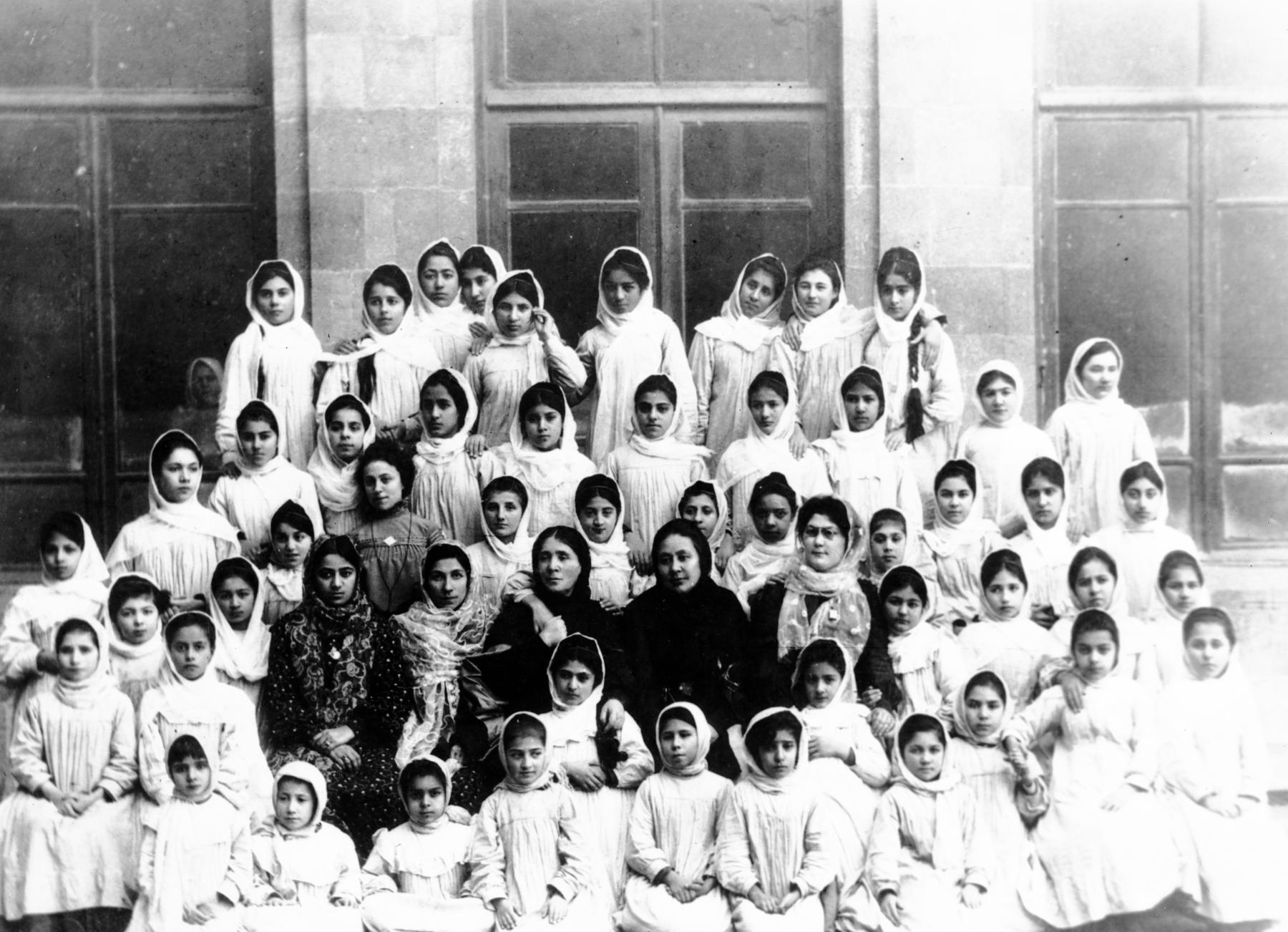
Директор школы Ганифа Меликова среди учениц